# 堺まつりふとん太鼓連合保存会

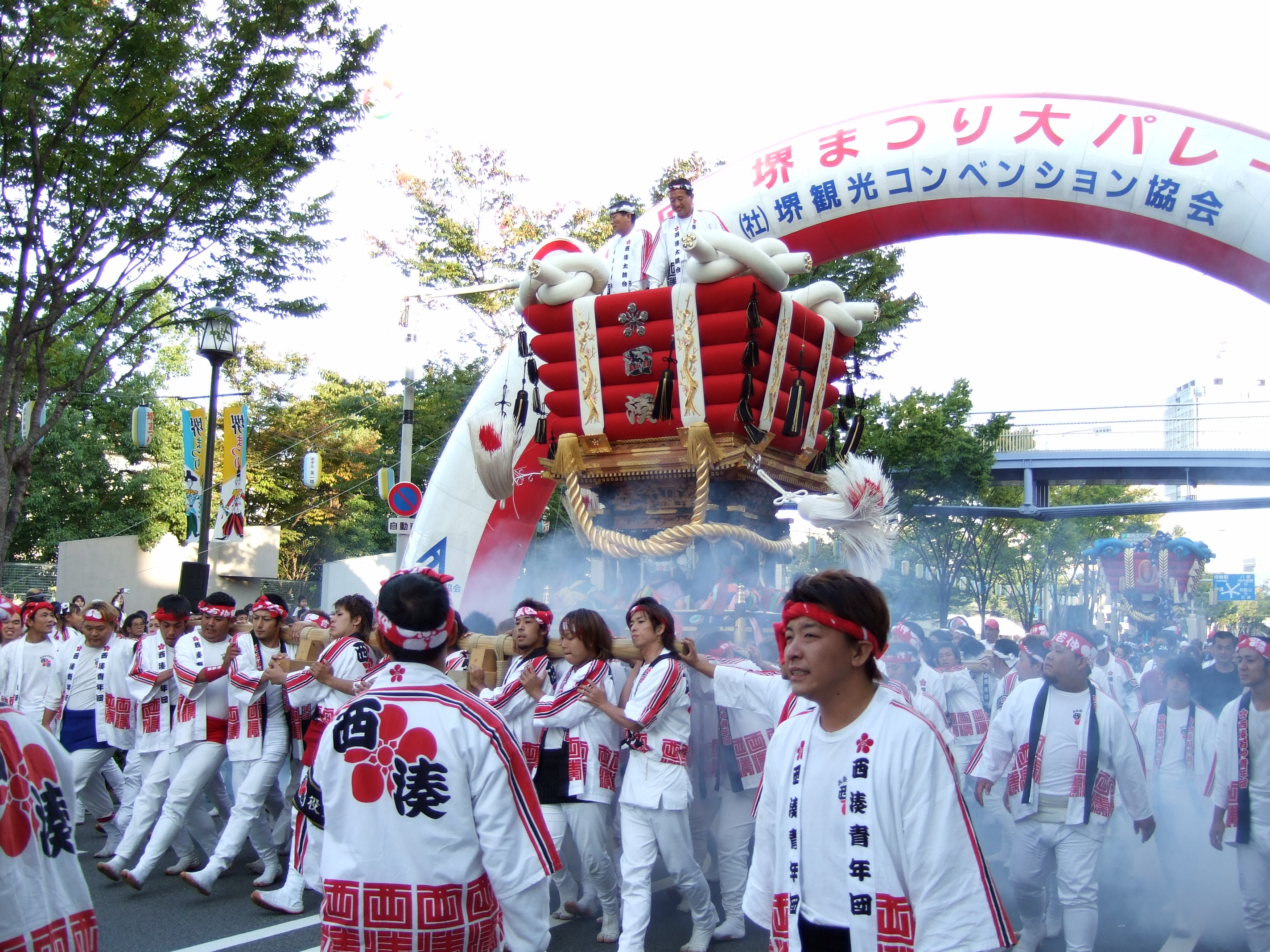
堺まつり大パレード

堺まつりふとん太鼓連合保存会（さかいまつりふとんだいこれんごうほぞんかい）とは堺まつりに参加しているふとん太鼓会で構成される太鼓保存会である。

## 入会しているふとん太鼓会
- 石津太鼓仲連合会
- 榎校区連合太鼓会
- 大南戸川隅田青年団
- 北戸川ふとん太鼓連合保存会
- 新在家濱太鼓台保存会
- 大甲濱太鼓保存会

※石津太鼓仲連合会は、通常３年周期で石津太神社に奉納される6町の太鼓台のうち1町が代表して曳行される。

## かつて入会していたふとん太鼓会
- 西湊太鼓会
- 芦原濱太鼓会
- 出島ふとん太鼓会(令和5年度より出島濱太鼓会に改名)
- 東湊ふとん太鼓保存会

## 関連グッズ
堺まつりふとん太鼓連合保存会では関連グッズを発売している。
- キーホルダー
- ポスター
- カレンダー
- 三十周年記念誌
- 携帯ストラップ